# تسی بامبرگ-شیتر
تسی بامبرگ-شیتر (انگلیسی: Tessy Bamberg-Schitter؛ زادهٔ ۲۰ ژوئن ۱۹۸۰) بازیکن فوتبال اهل لوکزامبورگ است.
وی همچنین در تیم ملی فوتبال Luxembourg بازی کرده‌است.